# كثء شائع
الكثء الشائع[بحاجة لمصدر] أو جِرْجِير البَرِّ (الاسم العلمي: Barbarea vulgaris) هو نوع نباتات ثنائية الحول من جنس الكثء.

## البيئة والانتشار
موطنه المغرب العربي وتركيا والقوقاز وكل مناطق أوروبا من اليونان والبلقان إلى إسبانيا والبرتغال وشمالاً من إيرلندا وبريطانيا إلى فنلندا وروسيا.

## معرض صور

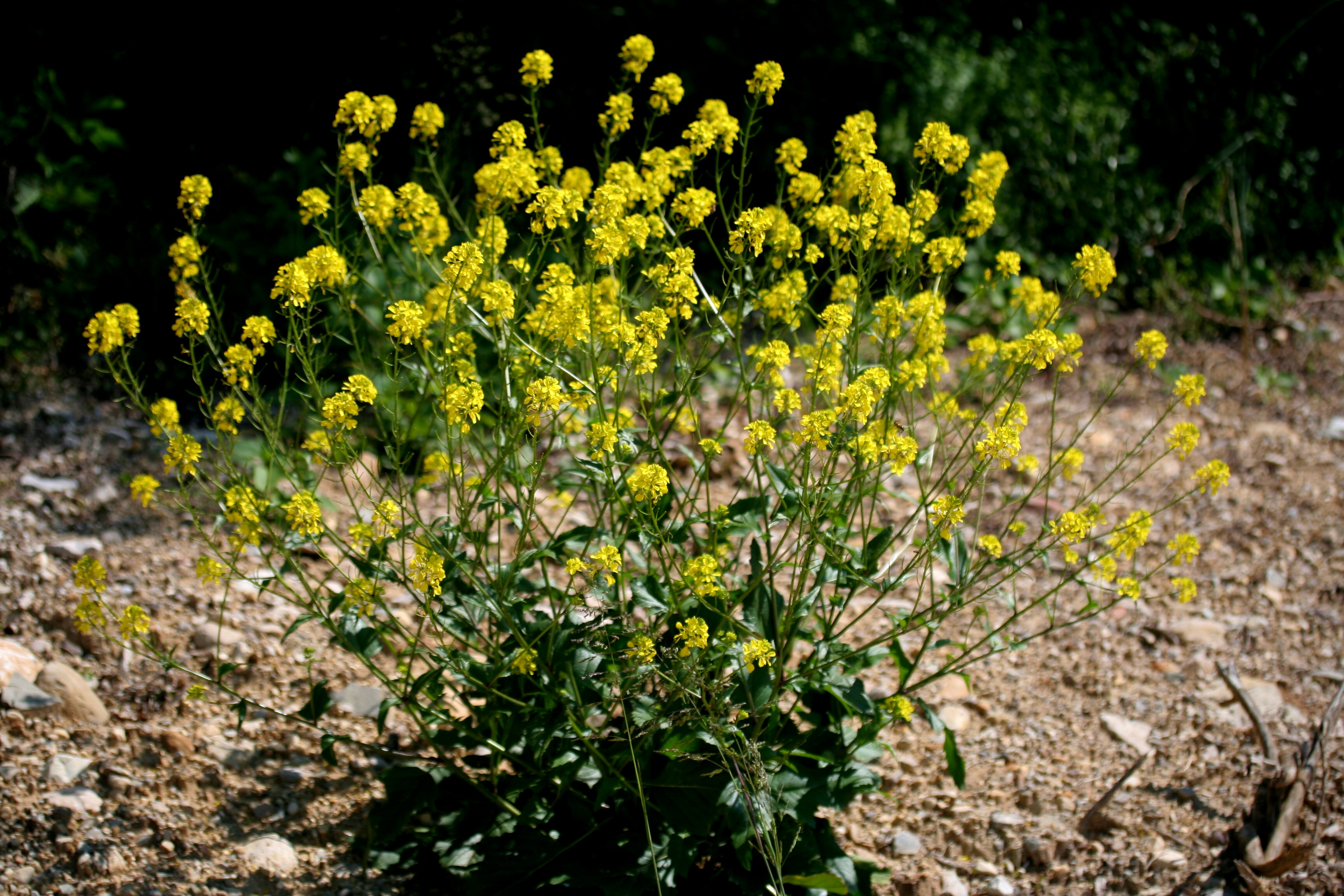
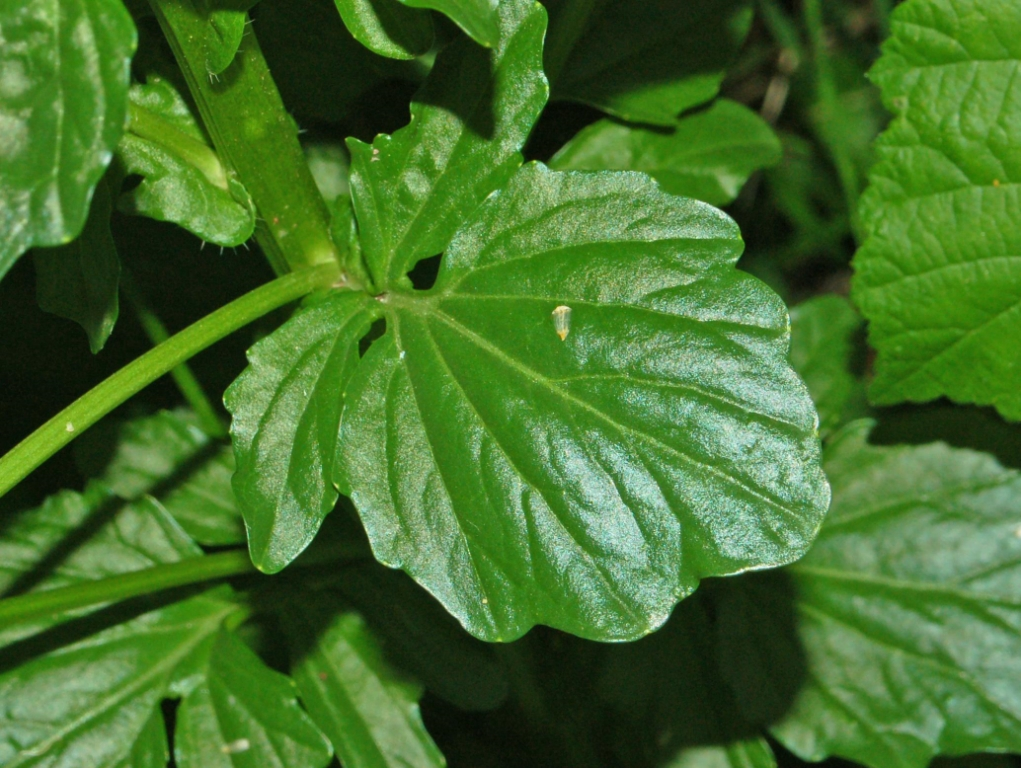
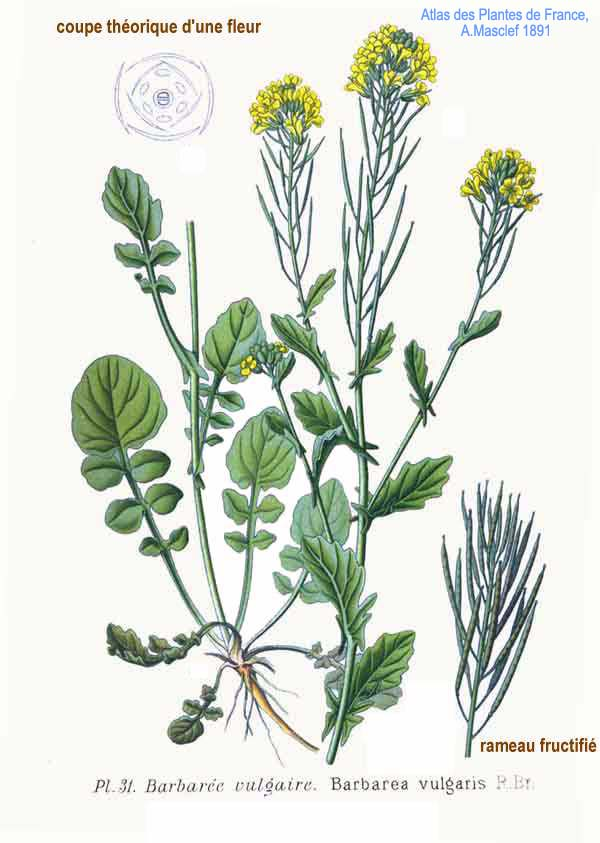